# Laaberberg
Laaberberg ist ein Pfarrdorf in der niederbayerischen Marktgemeinde Rohr, das vor allem als Wallfahrtsort bekannt ist. Bis 1974 bildete es eine selbstständige Gemeinde.

## Lage
Laaberberg liegt in der Hallertau auf einer Anhöhe im Labertal. Das Dorf liegt im Städtedreieck Ingolstadt-Regensburg-Landshut an der St 2143 unweit der A93.

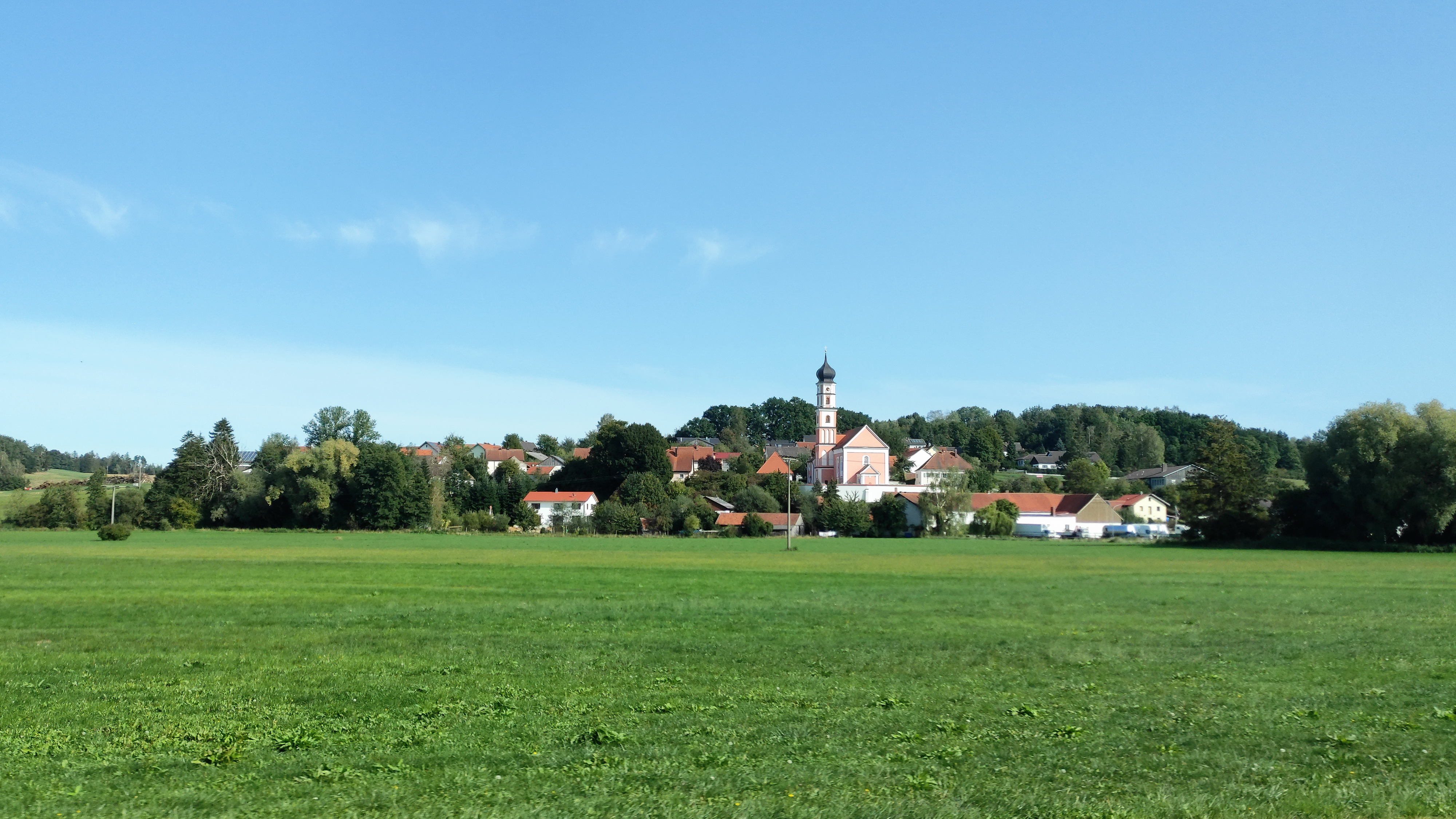
Ortsansicht von Laaberberg

## Geschichte

### Wallfahrtsgeschichte
1417 begann die Wallfahrt, die in mehreren bayerischen Chroniken Erwähnung fand. So berichtete Johannes Aventinus in seiner Baierischen Chronik von einem prun bei Laberperg. Dem Wasser dieser Quelle wurden zahlreiche Heilkräfte nachgesagt: Wer ein inneres oder äußeres Gebrechen habe und das Wasser aus dem Brunnen trinke oder darin bade, werde wieder gesund. Selbst Herzog Ludwig der Reiche kam 1453 mit seinem Gefolge nach Laaberberg. Der Regensburger Bischof Friedrich III. von Plankenfels untersuchte diesen Kult und bewertete ihn als „heidnischen Umtrieb“, weshalb er den Brunnen zuschütten ließ. Daraufhin begann ein so heftiger Regen, dass er die gesamte Ernte zu vernichten drohte. In ihrer Not flüchteten die Bewohner in die Laaberberger Kirche, um Maria um Hilfe zu bitten. Sogleich besserte sich das Wetter.
Ab 1470 pilgerten die Menschen zum neuen lebensgroßen Gnadenbild der Mutter Gottes mit dem Jesuskind. Die Zahl der Pilger stieg so sehr an, dass das Kloster Rohr zu Spitzenzeiten im 17. und 18. Jahrhundert sechs bis sieben Priester schicken musste, um die Seelsorge an den Wallfahrern durchführen zu können. Seit dieser Zeit sind zahlreiche Gebetserhörungen und Wunder in den Votivgaben und Mirakelbüchern bezeugt. Im Stile des Barock (nämlich der Verschmelzung von Bauwerk und Natur) wurde nach dem Dreißigjährigen Krieg ein Brunnen hinter dem Hochaltar errichtet, der allerdings 1846 auf staatliche Anordnung geschlossen werden musste.
Mit der Säkularisation des Klosters Rohr im Jahr 1803 und der Errichtung Laaberbergs als eigenständige Pfarrei wurde die Kirche Mariä Opferung als Wallfahrtsort zunehmend unbedeutender. Trotzdem kommen zu verschiedenen Gelegenheiten alljährlich noch einige hundert Pilger zum Marienbild. So bestehen bis zum heutigen Tag regelmäßige Wallfahrten der Pfarreien Herrnwahlthann, Rohr, Sandsbach und Hofendorf nach Laaberberg.

### Pfarrgeschichte
Laaberberg und seine Kirche wurden erstmals 1133 erwähnt, als Graf Adalbert von Abensberg das Kloster der Augustiner-Chorherren in Rohr stiftete. Aus der Urkunde geht ausdrücklich hervor, dass es sich bei diesem Gotteshaus um eine Pfarrkirche handelte. Bereits ein Jahr zuvor war die Kirche zu Niedereulenbach als Filiale von Laaberberg bezeichnet worden. Wann die Pfarrei Laaberberg gegründet wurde, liegt allerdings im Dunkeln. Die erste ausführliche Beschreibung der Pfarrei stammt aus dem Jahr 1435. Genau zweihundert Jahre später wurde die Pfarrei Laaberberg dem Kloster Rohr inkorporiert; ab diesem Zeitpunkt erfolgte auch die Seelsorge von Rohr aus. Eine grundlegende Änderung ergab sich im Jahr 1803, als das Kloster Rohr infolge der Säkularisation aufgehoben wurde und nach fast 170 Jahren wieder ein Weltpriester in Laaberberg zum Einsatz kam. 1805 stiftete der bayerische Kurfürst Maximilian IV. die Pfarrei und gliederte ihr das Vikariat Högldorf an. Im Jahr 2008 wurde die Pfarreiengemeinschaft Rohr–Laaberberg gegründet; seitdem wirkt in Laaberberg kein eigener Pfarrer mehr. Die Seelsorge wird nun wieder vom Kloster Rohr aus bestellt.

### Geschichte der politischen Gemeinde
Die politische Gemeinde Laaber entstand 1818 und wurde 1837 in Laaberberg umbenannt. Ortsteile der Gemeinde waren neben dem Hauptort Alzhausen, Mixmühle, Kalteneck, Au, Thalhof, Reichenroith, Kronholzen, Unter- und Obergrünbach, Laaber, Oberndorf und Schmiddorf. Vorher gehörten die Ortschaften bis zur Säkularisation für mehrere Jahrhunderte zur geschlossenen Hofmark des Stift Rohr. Am 1. April 1927 kam die Gemeinde vom Bezirksamt Kelheim zum Bezirksamt Rottenburg an der Laaber und damit zum seit 1939 so genannten Landkreis Rottenburg an der Laaber. Sie wurde im Zuge der Gebietsreform in Bayern am 1. Januar 1974 in den Markt Rohr in Niederbayern eingemeindet.

## Sehenswürdigkeiten
- Pfarrkirche Mariä Opferung. Auf Veranlassung des Rohrer Propstes Patritius von Heydon wurde 1703 bis 1711 die heutige Kirche erbaut und 1722 von Weihbischof Gottfried Langwerth von Simmern geweiht. Patrozinium der Kirche ist Mariä Opferung, der 21. November, heute Gedenktag Unserer Lieben Frau in Jerusalem.
- Pfarrhof. Der Walmdachbau entstand 1808.

## Vereine
- Freiwillige Feuerwehr Laaberberg
- MMC Laaberberg
- Kriegerverein Laaberberg